# 茅野イサム
茅野イサム（かやの いさむ、1962年2月1日 - ）は、日本の演出家で、愛知県の出身である。

## 人物
1986年、横内謙介らの劇団善人会議（現・扉座）入団。劇団の中心的な俳優として活躍。2002年、演出家として活動を開始。ストレートプレイから大劇場のミュージカルまで様々な舞台を演出している。
日本2.5次元ミュージカル協会 会員

## 演出作品
- 2002年
  - 『そらにさからふもの』：紀伊國屋ホール
- 2003年
  - サクラ大戦スーパー歌謡ショウ『新宝島』：東京厚生年金会館
  - 『夜曲〜放火魔ツトムの優しい夜〜』：紀伊國屋ホール
- 2004年
  - 安倍なつみ初主演ミュージカル『おかえり』：青山劇場 他
  - サクラ大戦新春歌謡ショウ『歌え！花組』：青山劇場
  - サクラ大戦スーパー歌謡ショウ『新西遊記』：東京厚生年金会館
  - 国民文化祭ふくおか 音楽劇『エターナリー』：北九州劇術劇場
  - 『曲がり角の悲劇』：シアターサンモール
- 2005年
  - 『語り継ぐ者たち〜清水次郎長伝・異聞〜』：紀伊國屋サザンシアター 他
  - サクラ大戦新春歌謡ショウ『笑え！花組』：青山劇場
  - サクラ大戦スーパー歌謡ショウ『新・青い鳥』：東京厚生年金会館
  - 日本プロバスケットボールbjリーグ『東京アパッチ』オープニングフェスティバル
- 2006年
  - 『tatsuya〜最愛なる者の側へ〜』：紀伊國屋ホール
  - 『ユタカの月』：シアタートップス 他
  - サクラ大戦新春歌謡ショウ『跳んでる花組』：青山劇場
  - サクラ大戦スーパー歌謡ショウファイナル『新・愛ゆえに』：青山劇場
  - サクラ大戦紐育レビュウショウ『歌う大紐育』：新宿文化センター
  - 豊橋市制百周年記念事業 音楽劇『豊橋オーレ！』：アイプラザ豊橋大ホール
- 2007年
  - 『LOVE LOVE LOVE R36』：シアタートップス 他
  - ミュージカル『エア・ギア』：全労済ホールスペース・ゼロ 他
  - サクラ大戦紐育レビュウショウ『歌う大紐育2』：日本青年館大ホール
  - ミュージカル『エア・ギア スーパーレンジリミックス』：日本青年館大ホール
  - 遊座旗揚げ公演『いとしの儚』：新国立劇場小劇場
  - D-BOYS STAGE『完売御礼』：全労済ホールスペース・ゼロ
- 2008年
  - 遊座『リンゴの木の下で』：新国立劇場小劇場
  - pnishプロデュース『その鉄塔に男たちはいるという』：青山円形劇場
  - サクラ大戦紐育レビュウショウ『歌う大紐育3』：銀河劇場
  - D-BOYS STAGE『ラストゲーム』：青山劇場 他
- 2009年
  - 『オアシスと砂漠』：青山劇場
  - 『恋愛戯曲』：スペース107
  - D-BOYS STAGE『鴉 04』：青山劇場 他
  - D-BOYS STAGE『鴉 10』：青山劇場 他
  - 『304』：あうるすぽっと
  - 舞台『パッチギ!』：新国立劇場中劇場
- 2010年
  - ミュージカル『エア・ギア vs BACCHUS』：日本青年館大ホール
  - 『吸血鬼』：PARCO劇場
  - D-BOYS STAGE『ラストゲーム』：青山劇場
  - 劇団EXILE華組×風組『ろくでなしBLUES』：銀河劇場
- 2011年
  - THE RUN&GUN HORROR SHOW『バッカスの宴』：シアターサンモール
  - 『ナツヤスミ語辞典』 HOPE
  - スーパーミュージカル『聖闘士星矢』：全労済ホールスペース・ゼロ
  - 『見よ、飛行機の高く飛べるを』：テアトルBONBON
  - THE RUN＆GUN Natale SHOW『バッカスの聖夜』：俳優座劇場
  - スーパーミュージカル『聖闘士星矢』：銀河劇場
- 2012年
  - D-BOYS STAGE 10th『淋しいマグネット』：シアターコクーン
  - 『マクロス ザ・ミュージカルチャー』：東京ドームシティホール
- 2013年
  - 音楽劇『千本桜』：銀座博品館劇場
  - 扉座『東京サンダンス』：劇場MOMO
- 2014年
  - ミュージカル『AKB49〜恋愛禁止条例〜』：AiiA 2.5 Theater Tokyo
- 2015年
  - ミュージカル『The Blue Than Blue』：中野ザ ポケット
  - ミュージカル『AKB49〜恋愛禁止条例〜』SKE48単独公演：中日劇場
  - ロック☆オペラ『サイケデリックペイン』：銀河劇場 他
  - 舞台『マジすか学園〜京都血風修学旅行〜』：AiiA 2.5 Theater Tokyo
  - 舞台『東京喰種トーキョーグール』：AiiA 2.5 Theater Tokyo
  - ミュージカル『刀剣乱舞』トライアル公演：AiiA 2.5 Theater Tokyo
- 2016年
  - ミュージカル『AKB49〜恋愛禁止条例〜』SKE48単独公演：中日劇場
  - ミュージカル『刀剣乱舞〜阿津賀志山異聞〜』：AiiA 2.5 Theater Tokyo 他
  - 舞台『マジすか学園-Lost In The SuperMarket-』：赤坂ACT Theater
  - ミュージカル『刀剣乱舞〜幕末天狼傳〜』：AiiA 2.5 Theater Tokyo 他
- 2017年
  - ミュージカル『刀剣乱舞〜三百年の子守唄〜』：AiiA 2.5 Theater Tokyo 他
  - 舞台『犬夜叉』：銀河劇場
  - 舞台『東京喰種トーキョーグール〜或いは、超越的美食学をめぐる瞑想録〜』：シアター1010 他
  - ミュージカル『刀剣乱舞〜つはものどもがゆめのあと〜』：AiiA 2.5 Theater Tokyo 他
  - ミュージカル『刀剣乱舞〜真剣乱舞祭2017〜』：日本武道館 / 大阪城ホール 他
- 2018年
  - ミュージカル『刀剣乱舞〜結びの響、始まりの音〜』：日本青年館ホール 他
  - ミュージカル『刀剣乱舞〜阿津賀志山異聞2018 巴里〜』：パレ・デ・コングレ・ド・パリ 大劇場、日本青年館ホール
  - ミュージカル『刀剣乱舞〜真剣乱舞祭2018〜』：日本武道館 / 大阪城ホール 他
- 2019年
  - ミュージカル『刀剣乱舞〜三百年の子守唄〜』：天王洲 銀河劇場 他
- 2020年
  - ミュージカル『刀剣乱舞〜静かの海のパライソ〜』:TOKYO DOME CITY HALL他
- 2025年
  - 舞台『見よ、飛行機の高く飛べるを』：こくみん共済 coop ホール／スペース・ゼロ（予定）